# Albunea okinawaensis
Albunea okinawaensis is een tienpotigensoort uit de familie van de Albuneidae. De wetenschappelijke naam van de soort is voor het eerst geldig gepubliceerd in 2007 door Osawa & Fujita.